# Disfemizam
Disfemizam (grč. dys = ne, pheme = govor) ili kakofemizam (grč. kakós = loš) namjerno je korištenje ružnijeg, oštrijeg izraza ili riječi umjesto normalnog ili eufemizma.

## Primjeri
- On je hrana crvima. (umjesto nekog od navedenih eufemizama ili neutralne obavijesti o smrti)
- Raspadam se. (Umoran sam.)
- Puca mi glava. (Boli me glava.)
- Ćorav - (slijep.)